# Cancrion australiensis
Cancrion australiensis là một loài chân đều trong họ Entoniscidae. Loài này được Shields & Early miêu tả khoa học năm 1993.